# Rollhockey-Weltmeisterschaft der Herren 2015
Die 42. Rollhockey-Weltmeisterschaft der Herren 2015 der FIRS, Fédération Internationale de Roller Sports fand vom 22. bis 28. Juni 2015 in Mouilleron-le-Captif bei La Roche-sur-Yon, Frankreich statt.

## Qualifikation
Die für die Weltmeisterschaft qualifizierten Länder waren die 13 erstplatzierten Teilnehmer an der Rollhockey-Weltmeisterschaft der Herren 2013 in Luanda und Namibe, Angola. Hinzu kamen die drei Erstplatzierten der Rollhockey-B-Weltmeisterschaft 2014, die in Uruguay stattfand.

## Gruppenphase
| Gruppe A | Gruppe A                |
| -------- | ----------------------- |
|          | Spanien (1. 2013)       |
|          | Frankreich (8. 2013)    |
|          | Angola (9. 2013)        |
|          | Niederlande (3. B 2014) |

| Gruppe B | Gruppe B              |
| -------- | --------------------- |
|          | Argentinien (2. 2013) |
|          | Mosambik (7. 2013)    |
|          | Schweiz (10. 2013)    |
|          | England (2. B 2014)   |

| Gruppe C | Gruppe C               |
| -------- | ---------------------- |
|          | Portugal (3. 2013)     |
|          | Brasilien (6. 2013)    |
|          | Deutschland (11. 2013) |
|          | Österreich (1. B 2014) |

| Gruppe D | Gruppe D             |
| -------- | -------------------- |
|          | Chile (4. 2013)      |
|          | Italien (5. 2013)    |
|          | Südafrika (12. 2013) |
|          | Kolumbien (13. 2013) |

## Endplatzierung
| Platz | Mannschaft             |
| ----- | ---------------------- |
|       | Argentinien            |
|       | Spanien                |
|       | Portugal               |
| 4     | Deutschland            |
| 5     | Italien                |
| 6     | Frankreich             |
| 7     | Mosambik               |
| 8     | Chile                  |
| 9     | Angola                 |
| 10    | Schweiz                |
| 11    | Brasilien              |
| 12    | Österreich             |
| 13    | Kolumbien              |
| 14    | Niederlande            |
| 15    | Vereinigtes Königreich |
| 16    | Südafrika              |